# Jan Sosnowski (kasztelan połocki)
Jan Sosnowski herbu Godziemba (zm. 27 kwietnia 1660 roku) – kasztelan połocki od 29 lipca 1654, stolnik wileński od 1652, podstoli od 27 marca 1635, rotmistrz i pułkownik wojsk litewskich, rotmistrz chorągwi kozackiej, starosta starczycki w latach 1630–1640, od 1640 na służbie u Bogusława Radziwiłła, ekonom wszystkich jego dóbr w latach 1642–1649, starosta słucki (namiestnik słucki) w latach 1649-1655, w czasie potopu dochował wierności królowi, przez co wszedł w konflikt z Bogusławem Radziwiłłem.
Kalwinista, być może razem z drugą żoną przeszli w 1656 roku na katolicyzm. Córka Krystyna zamężna Dembowska a potem Korsakowa pozostała kalwinistką i została pochowana przy zborze w Słucku.
W 1648 roku był elektorem Jana II Kazimierza Wazy z województwa wileńskiego. Był uczestnikiem konfederacji tyszowieckiej w 1655 roku.